# دخن إصبعي
الدُخن الإصبعيّ (الاسم العلمي: Eleusine coracana) يسمى أيضاً الراجي في الهند، والكودو في نيبال، هو نبات عشبي سنوي يزرع على نطاق واسع كمحصول حبوب في المناطق القاحلة وشبه القاحلة في إفريقيا وآسيا. إنه نوع رباعي الصبغيات وذاتي التلقيح من المحتمل أن يكون قد تطور من قريبه البري «البشنة الإفريقية».
يعود أصل الدخن الإصبعي إلى المرتفعات الإثيوبية والأوغندية. من الخصائص المثيرة للاهتمام لمحصول الدخن الإصبعي قدرته على تحمل الزراعة على ارتفاعات تزيد عن 2000 متر فوق مستوى سطح البحر، وتحمله العالي للجفاف، ووقت تخزين الحبوب الطويل.

## روابط خارجية
- 'Eleusine coracana (L.) Gaertn.' نسخة محفوظة 2015-09-24 على موقع واي باك مشين.